# Carolin Nytra
Carolin Nytra (ur. 26 lutego 1985 w Hamburgu) – niemiecka lekkoatletka specjalizująca się w biegach przez płotki.
Międzynarodową karierę zaczynała w 2004 na mistrzostwach świata juniorów zajmując podczas tej imprezy szóste miejsce. W kolejnych dwóch edycjach czempionatu Starego Kontynentu dla zawodników do lat 23 (w 2005 i 2007) plasowała się na szóstych lokatach. Docierała do półfinałów uniwersjady (2007), igrzysk olimpijskich w Pekinie (2008) oraz halowych mistrzostw Europy i mistrzostw świata (2009). Największy sukces w dotychczasowej karierze odniosła w 2010 zdobywając brązowy medal na mistrzostwach Europy w Barcelonie. Złota medalistka halowych mistrzostw Europy (2011). Reprezentantka Niemiec w pucharze Europy i drużynowym czempionacie Starego Kontynentu. 
Cztery razy w karierze zdobywała złote medale mistrzostw Niemiec w biegu na 100 metrów przez płotki (2007, 2008, 2009, 2010) oraz dwa złote w halowym czempionacie kraju w biegu na 60 metrów przez płotki (Karlsruhe 2010 i Lipsk 2011). 
Rekordy życiowe: bieg na 60 metrów przez płotki (hala) – 7,80 (4 marca 2011, Paryż); bieg na 100 metrów przez płotki (stadion) – 12,57 (8 lipca 2010, Lozanna). 

## Osiągnięcia
| Rok  | Impreza                                 | Miejsce   | Konkurencja                | Pozycja    | Wynik |
| ---- | --------------------------------------- | --------- | -------------------------- | ---------- | ----- |
| 2004 | Mistrzostwa świata juniorów             | Grosseto  | bieg na 100 m przez płotki | 6. miejsce | 13,62 |
| 2005 | Młodzieżowe mistrzostwa Europy          | Erfurt    | bieg na 100 m przez płotki | 6. miejsce | 13,34 |
| 2007 | Młodzieżowe mistrzostwa Europy          | Debreczyn | bieg na 100 m przez płotki | 6. miejsce | 13,29 |
| 2007 | Uniwersjada                             | Bangkok   | bieg na 100 m przez płotki | półfinał   | 13,39 |
| 2008 | Superliga pucharu Europy                | Annecy    | bieg na 100 m przez płotki | 6. miejsce | 12,99 |
| 2008 | Igrzyska olimpijskie                    | Pekin     | bieg na 100 m przez płotki | półfinał   | 12,99 |
| 2009 | Halowe mistrzostwa Europy               | Turyn     | bieg na 60 m przez płotki  | półfinał   | 8,05  |
| 2009 | Superliga drużynowych mistrzostw Europy | Leiria    | bieg na 100 m przez płotki | 4. miejsce | 13,08 |
| 2009 | Mistrzostwa świata                      | Berlin    | bieg na 100 m przez płotki | półfinał   | 12,94 |
| 2010 | Superliga drużynowych mistrzostw Europy | Bergen    | bieg na 100 m przez płotki | 2. miejsce | 12,81 |
| 2010 | Mistrzostwa Europy                      | Barcelona | bieg na 100 m przez płotki | 3. miejsce | 12,68 |
| 2011 | Halowe mistrzostwa Europy               | Paryż     | bieg na 60 m przez plotki  | 1. miejsce | 7,80  |
| 2012 | Igrzyska olimpijskie                    | Londyn    | bieg na 100 m przez płotki | półfinał   | 13,31 |